# 田中信二 (インストラクター)
田中 信二（田仲 真治、たなか しんじ、、1960年2月24日 - ）は日本のキネシオロジスト。一般社団法人国際ブレインアップデート協会会長であり、 国際キネシオロジー大学（International Kinesiology College, IKC）公認のタッチ・フォー・ヘルス・インストラクター。

## 人物
静岡県浜松市出身。陸上自衛隊、続いて企業研修インストラクターとして勤務の後、アドラー心理学、キネシオロジーを始め、様々なセラピーを学ぶ。30歳で独立してキネシオロジーの普及を始めた。2010年11月3日、数多くの人々の健康と意識変革に功績したことが認められて「東久邇宮文化褒賞」を受賞。キネシオロジーを応用発展させた形で、コンピューターをアップデートするように、脳のアップデートをし、人生を変える「ブレイン・アップデート・メソッド」および、顔の筋肉に働きかけることで心身を整える「リフトアップ・セラピー」を提唱、指導している。
また5本の音叉で五行のエネルギーへ働きかけるとする、オンサセラピーもキネシオロジーの中に取り入れている。YouTubeにおいて700を越えるキネシオロジーのセミナーやセッション動画を無料公開している。
内科医の内海聡とは共同で講演会を開催している他、内海に対するキネシオロジーのセッションの模様を動画で公開している。「宇宙維新シンポジウム：七世代先の子ども達の笑顔の為に」においては、池田整治、出口光、内海聡、岡本よりたか、井上祐宏らとコラボ講演会を開催。現代社会の抱える問題を各方面の専門家と共に意見交換し、人類の意識変革を促している。

## 著書
- 田中信二、2014年、『自分の顔を生きる』、サイゾー ISBN 978-4904209493　リフトアップ・セラピーの内容を紹介するもの